# ديفيد بن دايان

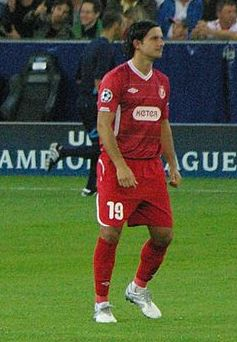

ديفيد بن دايان (بالعبرية: דדי בן דיין‏) (مواليد 27 نوفمبر 1978 في حولون) لاعب كرة قدم إسرائيلي دولي يجيد اللعب في خط الدفاع. يلعب حاليا لصالح نادي هابويل تل أبيب الإسرائيلي منذ 2009.

## مسيرته الكروية
لعب ديفيد بن دايان خلال مسيرته الاحترافية مع 12 ناديًا في اثنين وعشرين موسمًا وسجل خلالها 64 هدفًا ضمن 491 مباراة. حيث فاز في ستة مواسم بالكأس وفي موسم واحد بالدوري.
خاض ديفيد بن دايان مسيرته مع نادي مكابي تل أبيب في موسم 1997–98 ليلعب معه خمسة مواسم، مشاركًا في 141 مباراة سجل خلالها 20 هدف. ثم انتقل إلى هبوعيل بتاح تكفا ‏ في موسم 2002–03 لمدة موسم واحد، حيث شارك في 5 مباريات ولم يسجل أي هدف. لينتقل بعدها إلى نادي هبوعيل بئر السبع في موسم 2003–04 ولمدة موسمين، مشاركًا في 59 مباراة سجل خلالها هدفين. ثم انتقل إلى نادي كولورادو رابيدز في عامي 2005-2007 ولمدة موسمين، مشاركًا في 24 مباراة سجل خلالها 8 أهداف. هذا وانتقل لاحقًا إلى نادي مكابي نتانيا في موسم 2006–07 واستمر معه طيلة ثلاثة مواسم، مشاركًا في 86 مباراة سجل خلالها 14 هدفًا. ثم انتقل بعدها إلى نادي هابوعيل تل أبيب في موسم 2009–10 واستمر معه طيلة ثلاثة مواسم، مشاركًا في 59 مباراة سجل خلالها 11 هدفًا. ليعود وينتقل من جديد، لكن هذه المرة إلى نادي أومونيا في موسم 2011–12 لمدة موسم واحد، مشاركًا في 8 مباريات سجل خلالها هدفًا واحدًا. لينتقل بعدها إلى Hapoel Acre F.C. ‏ في موسم 2012–13 لمدة موسم واحد، مشاركًا في 27 مباراة سجل خلالها هدفًا واحدًا أيضًا. ثم لعب في نادي اتحاد أبناء سخنين في موسم 2013–14 لمدة موسم واحد، مشاركًا في 34 مباراة سجل خلالها 4 أهداف. ليعود ويرتحل عنه إلى مكابي بتاح تكفا في موسم 2014–15 لمدة موسم واحد، مشاركًا في 19 مباراة سجل خلالها هدفين. ثم انتقل إلى Maccabi Sha'arayim F.C. ‏ في موسم 2015–16 لمدة موسم واحد، مشاركًا في 20 مباراة سجل خلالها هدفًا واحدًا.

## روابط خارجية
- ديفيد بن دايان على موقع الاتحاد الدولي (مؤرشف)  (الإنجليزية)
- ديفيد بن دايان على موقع الدوري الأمريكي (الإنجليزية)
- ديفيد بن دايان على موقع قاعدة بيانات كرة القدم.إي يو (الإنجليزية)
- ديفيد بن دايان على موقع ناشيونال فوتبول تيمز (الإنجليزية)
- ديفيد بن دايان على موقع Soccerway.com (الإنجليزية)
- ديفيد بن دايان على موقع عالم كرة القدم.نت (الإنجليزية)